# Lydia Zborschil
Lydia Zborschil (* 1967) ist eine deutsche Sopranistin, Gesangspädagogin und Komponistin.

## Leben
Die aus dem hessischen Dillenburg stammende Sopranistin Lydia Zborschil begann ihre Gesangsausbildung bereits im Alter von 16 Jahren bei Anton Slezak. Seit 1986 lebt sie in Stuttgart, wo sie ein Gesangsstudium an der Staatlichen Hochschule für Musik in Stuttgart bei S. Konya und R. Marheineke abschloss. Entscheidende gesangstechnische Impulse erhielt sie danach bei Carmen Mammoser, Stuttgart, mit der sie auch heute noch eine intensive gesangstechnische und künstlerische Zusammenarbeit verbindet.
Seit 1998 ist Lydia Zborschil freie Mitarbeiterin des Vokalensembles des Südwestrundfunks. 1999 wurde sie Semi-Finalistin des internationalen Gesangswettbewerbs Francisco Viñas in Barcelona.
Nach einem Engagement (Opernchor mit Solo) 2000/2001 am Stadttheater Heidelberg arbeitet sie mittlerweile freischaffend als Sängerin und Gesangspädagogin. Sie wirkte bei zahlreichen Rundfunk- und CD-Produktionen mit.
Ihre erste Solo-CD „Zwiesprache“ mit eigenen geistlichen Liedern erschien bei cap!-music im Jahr 2000, ein Jahr später folgte 2003 das zweite Album „Unter ziehenden Wolken“.
Im März 2010 erschien ihre Lied-CD mit den „Biblischen Liedern op. 99“ von Dvořák und den „Vater-Unser-Liedern op. 2“ von Cornelius.
Verschiedene Tourneen führten sie u. a. nach Frankreich, Italien, Ungarn, Israel, Tschechien, Polen und in die Schweiz. Ihr Repertoire umfasst Werke aller Epochen und Stilrichtungen bis hin zu zeitgenössischen Komponisten. So sang sie 2004 die europäische Erstaufführung des „Stabat mater“ des brasilianischen Komponisten Amaral Vieira und die Uraufführung des Werkes „Die Glocke“ des norwegischen Komponisten Kjell Habbestad, und im Frühjahr 2006 die Uraufführung der „Markus-Passion“ von Thomas Tom Ströbele.
Neben ihrer Konzerttätigkeit arbeitet Lydia Zborschil im Bereich der Gesangspädagogik: Lehraufträge im Fach Gesang verbinden sie mit den Musikhochschulen Stuttgart und Trossingen. Außerdem ist sie projektbezogen als Stimmbildnerin in verschiedenen Chören tätig. Auch der Komposition eigener Lieder und deren Produktion widmet sie einen Teil ihrer Zeit.

## Diskografie

### Als Komponistin und Interpretin
- Zwiesprache. Andreas Claus, Altensteig [2000]
- Unter ziehenden Wolken. Andreas Claus, Altensteig [2004]

### Sopranistin
- Dvořák: Biblische Lieder op. 99, Cornelius: Vater-Unser-Lieder op. 2, cap-music 2010

#### Konzertmitschnitte u. a. (alphabet. nach Komponisten)
- Bach: Messe h-moll, Philharmonischer Chor Heilbronn [HN 2009]
- Beethoven: Sinfonie Nr. 9, Philharmonischer Chor Heilbronn, Bosch-Chor, [HN 2009]
- Brahms: Requiem, Penderecki: Lacrimosa, Figuralchor Offenburg [Offenburg 2009]
- Britten: Company of Heaven, coro piccolo Karlsruhe [KA 2005]
- Britten: War-Requiem, Chöre Ludwigsburg und Aalen, [LB/AA 2005]
- Bruckner: Messe in f-moll, collegium vocale Schwäbisch Gmünd [Schw. Gmünd 2003]
- Dvořák: Requiem, Philharmonischer Chor Heilbronn [HN 2008]
- Dvořák: Stabat Mater, Monteverdichor Würzburg, [WÜ 2008]
- Dvořák: Te Deum, KHG-Chor Tübingen [TÜ 2010]
- Haydn: Die Jahreszeiten, Bachchor Karlsruhe [2009]
- Mendelssohn: Lobgesang, Psalm 42, Chöre Ellwangen und Erlangen, [ER 2009]
- Mendelssohn: Psalm 42, DVD Stiftung Schleife-Verlag, Winterthur [Winterthur 2005]
- Mendelssohn: Elias, Philharmonischer Chor Heilbronn, [HN 2008]
- Mendelssohn: Paulus, Kantorei Backnang, [Backnang 2007]
- Mozart: Requiem und Bernstein: Chichester Psalms, Phil. Chor Heilbronn [HN 2005]
- Poulenc: Gloria, Bachchor Karlsruhe, [KA 2007]
- Rheinberger: Stern von Bethlehem, Bachchor Karlsruhe (SWR-Aufzeichnung) [KA 2007]
- Rossini: Stabat Mater, Philharmonischer Chor Heilbronn, [HN 2007]
- Rossini: Petite Messe Solennelle, concerto vocale, Stuttgart [S 2003]
- Ströbele: Markuspassion, Ensemble Vocale Ditzingen [2006]